# Pensionatet som blev nattklubb
Pensionatet som blev nattklubb är en amerikansk film från 1940 i regi av Lewis Seiler.

## Rollista
- Ann Sheridan - Sarah Jane Ryan
- Jeffrey Lynn - Tommy Taylor
- Humphrey Bogart - Grasselli / Chips Maguire
- ZaSu Pitts - Miss Flint
- Una O'Connor - Maggie Ryan
- Jessie Busley - Mrs. Taylor
- John Litel - Mr. Roberts
- Grant Mitchell - Rene Salmon
- Felix Bressart - The Great Boldini
- Charles Judels - Henri Pepi de Bordeaux
- Howard C. Hickman - Mr. Prendergast